# Nightmares Made Flesh
Nightmares Made Flesh – drugi album studyjny szwedzkiej deathmetalowej grupy Bloodbath, który ukazał się 27 września 2004 roku nakładem Century Media. W Stanach Zjednoczonych płyta została wydana 8 marca 2005 roku z nowym opracowaniem graficznym autorstwa Wesa Benscotera oraz dwoma dodatkowymi utworami – "Breeding Death (Demo)" i "Ominous Bloodvomit (Demo)".
Album Nightmares Made Flesh został nagrany z udziałem nowych członków zespołu: Peterem Tägtgrenem (który zastąpił Mikaela Akerfeldta) i Martinem Axenrotem w maju 2004 roku w studiu Fascination Street w Örebro z producentem Jensem Bogrenem, który współpracował później m.in. z zespołami Opeth (Watershed) i Paradise Lost (Faith Divides Us - Death Unites Us). Okładkę europejskiej edycji Nightmares Made Flesh zaprojektowała Agni Kaster (także autorka okładki Brave Yester Days Katatonii).
W rankingu najlepszych albumów 2004 roku opublikowanym przez szwedzkie czasopismo Close-Up, Nightmares Made Flesh zostało sklasyfikowane na 15 miejscu.
Utwór "Eaten" został oparty na motywie zabicia i zjedzenia Bernda Jürgena Armando Brandesa przez Armina Meiwesa (tzw. Kanibala z Rotenburga).

## Lista utworów
| Nr  | Tytuł utworu               | Słowa                        | Muzyka         | Długość |
| --- | -------------------------- | ---------------------------- | -------------- | ------- |
| 1.  | „Cancer of the Soul”       | Anders Nyström, Jonas Renkse | Anders Nyström | 3:33    |
| 2.  | „Brave New Hell”           | Dan Swanö                    | Dan Swanö      | 4:03    |
| 3.  | „Soul Evisceration”        | Jonas Renkse                 | Jonas Renkse   | 3:38    |
| 4.  | „Outnumbering the Day”     | Anders Nyström               | Anders Nyström | 3:15    |
| 5.  | „Feeding the Undead”       | Jonas Renkse                 | Jonas Renkse   | 4:04    |
| 6.  | „Eaten”                    | Dan Swanö                    | Dan Swanö      | 4:19    |
| 7.  | „Bastard Son of God”       | Jonas Renkse                 | Jonas Renkse   | 2:51    |
| 8.  | „Year of the Cadaver Race” | Anders Nyström               | Anders Nyström | 4:33    |
| 9.  | „The Ascension”            | Dan Swanö                    | Dan Swanö      | 3:52    |
| 10. | „Draped in Disease”        | Anders Nyström               | Anders Nyström | 3:59    |
| 11. | „Stillborn Saviour”        | Dan Swanö                    | Dan Swanö      | 3:39    |
| 12. | „Blood Vortex”             | Jonas Renkse                 | Jonas Renkse   | 3:31    |
|     |                            |                              |                | 45:17   |

## Twórcy
- Peter Tägtgren – śpiew
- Anders Nyström – gitara, gitara basowa, wokal wspierający
- Dan Swanö – gitara, gitara basowa, wokal wspierający
- Jonas Renkse – gitara, gitara basowa, wokal wspierający
- Martin Axenrot – perkusja

## Wydania
Opracowano na podstawie materiału źródłowego.
| Rok wydania | Format | Numer katalogowy | Wytwórnia             | Region            |
| ----------- | ------ | ---------------- | --------------------- | ----------------- |
| 2004        | LP     | 77555-1          | Century Media Records | Europa            |
| 2004        | CD     | 77555-2          | Century Media Records | Europa            |
| 2005        | CD     | 8255-2           | Century Media Records | Stany Zjednoczone |
| 2008        | CD     | 9978382          | Century Media Records | Europa            |